# هیروشی یانایی
هیروشی یانایی (انگلیسی: Hiroshi Yanai؛ زادهٔ ۱ اوت ۱۹۶۰) بازیکن هندبال اهل ژاپن بود.